# Trine Lunde
Trine Lunde (...) è un'ex sciatrice alpina norvegese.

## Biografia
Slalomista pura, la Lunde debuttò in campo internazionale in occasione del Criterium de la première neige 1967 (Val-d'Isère, 12 dicembre), dove non completò la gara, e in quella stessa stagione 1967-1968 vinse la medaglia di bronzo ai Campionati norvegesi; la sua ultima gara internazionale fu quella del Criterium de la première neige 1968 (Val-d'Isère, 14 dicembre), dove si classificò 24ª. Non debuttò in Coppa del Mondo e non prese parte a rassegne olimpiche o iridate.

## Palmarès

### Campionati norvegesi
- 1 medaglia:
  -  1 bronzo (slalom speciale nel 1968)[senza fonte]